# アマテラス (小惑星)
アマテラス (10385 Amaterasu) は、小惑星帯の小惑星である。清水義定と浦田武によって、和歌山県の那智勝浦観測所において発見された。
名前は日本神話の太陽神、アマテラスオオミカミに由来する。